# Timonius meridionalis
Timonius meridionalis är en måreväxtart som beskrevs av Steven P. Darwin. Timonius meridionalis ingår i släktet Timonius och familjen måreväxter. Inga underarter finns listade i Catalogue of Life.